# Pułankowice
Pułankowice – wieś w Polsce położona w województwie lubelskim, w powiecie kraśnickim, w gminie Wilkołaz.
Przez miejscowość przebiega droga krajowa nr 19 Lublin – Rzeszów. W latach 90. XX wieku rozbudowało się tam niewielkie osiedle domków jednorodzinnych. 
Wieś stanowi sołectwo gminy Wilkołaz. Według Narodowego Spisu Powszechnego (III 2011 r.) wieś liczyła 445 mieszkańców.
Od miasta powiatowego – Kraśnika wieś położona jest ok. 8 km na północny wschód. W Pułankowicach znajduje się też przystanek osobowy na linii kolejowej nr 68 Lublin Główny – Kraśnik – Stalowa Wola Rozwadów – Przeworsk.
Wierni Kościoła rzymskokatolickiego należą do parafii Miłosierdzia Bożego w Rudniku Szlacheckim.

## Historia
Wieś powstała najpewniej w wieku XVIII, w spisie z 1787 roku zanotowano w parafii kraśnickiej wieś Połłancze , na mapie z 1801 roku są to już Polankowice, jedna z wsi należących do Ordynacji Zamojskiej. W 1806 r. są już Pułankowice (akta wizytacyjne kościelne – Vis. DL 194 108), podobnie w spisie z roku 1827 który wykazał wieś prywatną Pułankowice posiadającą 16 domostw zamieszkałych przez 101 mieszkańców.
W latach 1954-1961 wieś była siedzibą gromady Pułankowice, po jej zniesieniu w gromadzie Wilkołaz, po reformie w gminie Wilkołaz. W latach 1975–1998 miejscowość administracyjnie należała do ówczesnego województwa lubelskiego.